# 機動戦士ガンダム エクストリームバーサス マキシブースト
『機動戦士ガンダム エクストリームバーサス マキシブースト』（きどうせんしガンダム エクストリームバーサス マキシブースト、MOBILE SUIT GUNDAM EXTREME VS. MAXI BOOST）はバンダイナムコゲームスより発売され、2014年3月6日稼働のアーケードゲーム。ガンダムシリーズを題材にしたチーム対戦型アクションゲーム『機動戦士ガンダム vs.シリーズ』の第11弾。『エクストリームバーサス』シリーズとしては第3弾となるゲーム作品。

## 概要
ガンダムシリーズを題材にしたチーム対戦型アクションゲーム『機動戦士ガンダム vs.シリーズ』の第11弾。『エクストリームバーサス』シリーズとしては第3弾となるゲーム作品。基本ルールは、ガンダムシリーズのモビルスーツをプレイヤーが操縦（操作）しての、2対2のチーム対戦を行う。各機体ごと性能差によってコストが異なり、先に敵陣営の戦力コストをゼロにした方が勝利となる。

## 新要素
新システムとして、新たな円形のゲージ「EX（エクストリーム）オーバードライブゲージ」を貯める事で、機体を一時的に強化する「EX（エクストリーム）オーバードライブ」が追加された。以下の2タイプから選択できる。
- 射撃性能を強化する「S（シューティング）ドライブ」
- 格闘性能を強化する「F（ファイティング）ドライブ」

EX（エクストリーム）ゲージを貯めて発動させる「エクストリームバースト」も健在で、前作の2タイプからの選択制から、前々作と同じ1タイプに戻った。だが、EXオーバードライブとエクストリームバーストを同時に発動させての掛け合わた二重の強化が可能。
また前作までの1000コスト帯が廃止され、前作までの1000コスト機体は（更に上のコスト帯にコストアップした一部機体を除き）、新たなコスト帯「1500コスト」にコストアップした。
新たなゲームモードとして、勢力同士のエリア争奪戦「VS.コンクエスト」が搭載された。このモードは、全国のプレイヤーが複数の勢力に分かれて所属勢力のエリア数を競い合うというもので、1シーズンを終えた時にもっとも占有エリアの多い勢力が勝ちとなる。勝った勢力には新機体の先行解禁などといった特典がある。

## 登場する機動兵器
【】内の機体はアシスト支援機体として登場する機体。■はアップデートで追加、追加予定の機体、▲はガンダムVS.モバイル有料会員に登録した者のみが使用可能のエクストラ機体、●は特殊な条件で使用可能のエクストラ機体。
本項に記載されたもの以外に、PS3版『EXVS.』、『EXVS.FB』に登場したプレイヤーが使用不可の機体や戦艦が多数登場している。またPS3版の『EXVS.FB』で登場するDLC機体も「エクストラ機体」として参戦するが、ガンダムVS.モバイル有料会員に登録しており、なおかつ条件を満たすと使用可能になる。

### プレイヤー機体
機動戦士ガンダム
- ガンダム【ガンタンク、コア・ファイター】/ アムロ・レイ
- ガンダム（Gメカ）【Gファイター】/ アムロ・レイ
- シャア専用ザクII【シャア専用ズゴック、61式戦車】/ シャア・アズナブル
- アッガイ【アッガイ、アッグ、ジュアッグ、アッグガイ】/ アカハナ
- シャア専用ゲルググ【エルメス】/ シャア・アズナブル
- ギャン【アッザム、シャア専用ゲルググ】/ マ・クベ
- ジオング/ シャア・アズナブル
- ▲ザクII（ドアン機）【コア・ファイター】/ ククルス・ドアン

MSV
- ▲高機動型ザクII後期型/ ジョニー・ライデン
- ▲高機動型ザクII改【ザクII】/ シン・マツナガ

MS IGLOO 一年戦争秘録
- ヅダ【ヅダ】/ ジャン・リュック・デュバル
- ヒルドルブ【ザクII】/ デメジエール・ソンネン

機動戦士ガンダム 第08MS小隊
- ガンダムEz8【陸戦型ガンダム、陸戦型ガンダム（ジム頭）、ホバートラック】/ シロー・アマダ
- グフ・カスタム【ジェット・コア・ブースター】/ ノリス・パッカード
- ▲陸戦型ガンダム【陸戦型ガンダム、陸戦型ガンダム（ジム頭）、ホバートラック】/ シロー・アマダ

機動戦士ガンダム外伝 THE BLUE DESTINY
- ブルーディスティニー1号機【ジム】/ ユウ・カジマ
- イフリート改/ ニムバス・シュターゼン

機動戦士ガンダム0080 ポケットの中の戦争
- アレックス【ジム・スナイパーII】/ クリスチーナ・マッケンジー
- ザクII改【ハイゴッグ】/ バーナード・ワイズマン

機動戦士ガンダム0083 STARDUST MEMORY
- ガンダム試作1号機FB【ジム・キャノンII】/ コウ・ウラキ
- ガンダム試作2号機【ドム・トローペン、ザメル】/ アナベル・ガトー
- ガンダム試作3号機/ コウ・ウラキ
- ガーベラ・テトラ【ゲルググM】/ シーマ・ガラハウ
- ▲ゲルググ（ガトー機）【リック・ドム】/ アナベル・ガトー

機動戦士Ζガンダム
- Ζガンダム【メタス】/ カミーユ・ビダン
- 百式【リック・ディアス、メタス】/ クワトロ・バジーナ（シャア・アズナブル）
- ガンダムMk-II【Gディフェンサー、リック・ディアス】/ エマ・シーン
- メッサーラ【ガブスレイ】/ パプテマス・シロッコ
- ジ・O【パラス・アテネ、ボリノーク・サマーン】/ パプテマス・シロッコ
- ハンブラビ【ハンブラビ】/ ヤザン・ゲーブル
- ▲ガンダムMk-II（ティターンズカラー）【リック・ディアス】/ カミーユ・ビダン
- ■マラサイ＆ガブスレイ【マラサイ、ガブスレイ】[1]/ ジェリド・メサ

ガンダム・センチネル
- Ex-Sガンダム/ Unknown(不明)[注 2]

機動戦士ガンダムΖΖ
- ΖΖガンダム【キュベレイMk-II（プル機）、コア・ファイター（ΖΖ）】/ ジュドー・アーシタ
- フルアーマーΖΖガンダム【ザク頭Ζガンダム】/ ジュドー・アーシタ
- キュベレイ【ハンマ・ハンマ、R・ジャジャ】/ ハマーン・カーン
- キュベレイMk-II（プル機）/ エルピー・プル
- キュベレイMk-II（プルツー機）【バウ（グレミー機）】/ プルツー
- ザクIII改【リゲルグ】/ マシュマー・セロ
- ▲ガンダムMk-II（エル搭乗）【百式（ビーチャ搭乗）、ザク頭Ζガンダム】/ エル・ビアンノ
- ▲Ζガンダム（ルー搭乗）/ ルー・ルカ
- ▲ザク頭Ζガンダム【百式（ビーチャ搭乗）】/ イーノ・アッバーブ
- ▲アッガイ（ハマーン搭乗）【アッグ、ジュアッグ、アッグガイ】/ ハマーン・カーン

機動戦士ガンダム 逆襲のシャア
- νガンダム/ アムロ・レイ
- サザビー【ヤクト・ドーガ（ギュネイ機）、ヤクト・ドーガ（クェス機）】/ シャア・アズナブル
- ■リ・ガズィ[2] / チェーン・アギ

機動戦士ガンダム 逆襲のシャア ベルトーチカ・チルドレン
- Hi-νガンダム/ アムロ・レイ
- ■ナイチンゲール【サイコ・ドーガ】[3]/ シャア・アズナブル

機動戦士ガンダムUC
- ユニコーンガンダム【ジェガンD型】/ バナージ・リンクス
- デルタプラス【リゼル、ユニコーンガンダム】/ リディ・マーセナス
- クシャトリヤ/ マリーダ・クルス
- バンシィ/ マリーダ・クルス（プルトゥエルブ）
- シナンジュ【ギラ・ズール（アンジェロ専用機）】/ フル・フロンタル
- ローゼン・ズール【ギラ・ズール（親衛隊仕様機）】/ アンジェロ・ザウパー
- ■フルアーマー・ユニコーンガンダム【バンシィ・ノルン】[4]/ バナージ・リンクス
- ■バンシィ・ノルン[5] / リディ・マーセナス

機動戦士ガンダム 閃光のハサウェイ
- Ξガンダム/ マフティー・ナビーユ・エリン（ハサウェイ・ノア）
- ペーネロペー/ レーン・エイム

機動戦士ガンダムF91
- ガンダムF91【ビギナ・ギナ】/ シーブック・アノー
- ベルガ・ギロス【デナン・ゾン、バグ】/ ザビーネ・シャル

機動戦士クロスボーン・ガンダム
- クロスボーン・ガンダムX1改【ペズ・バタラ】/ キンケドゥ・ナウ（シーブック・アノー）
- クロスボーン・ガンダムX2改【バタラ】/ ザビーネ・シャル
- クロスボーン・ガンダムX3【クァバーゼ】/ トビア・アロナクス

機動戦士クロスボーン・ガンダム 鋼鉄の7人
- クロスボーン・ガンダムX1フルクロス【ギリ専用ビギナ・ギナII】/ トビア・アロナクス

機動戦士Vガンダム
- V2ガンダム【Vダッシュガンダム、ガンブラスター】/ ウッソ・エヴィン
- ヴィクトリーガンダム【ゾロアット】/ ウッソ・エヴィン
- ガンイージ【ガンイージ、Vガンダムヘキサ】/ ジュンコ・ジェンコ
- ゴトラタン【リグ・コンティオ】/ カテジナ・ルース
- ▲Vガンダムヘキサ【ガンイージ】/ マーベット・フィンガーハット
- ■ゲドラフ【アインラッド】/ カテジナ・ルース[6]

機動武闘伝Gガンダム
- ゴッドガンダム【風雲再起、ノーベルガンダム】/ ドモン・カッシュ
- ドラゴンガンダム【ボルトガンダム、マーメイドガンダム】/ サイ・サイシー
- ガンダムシュピーゲル【ライジングガンダム】/ シュバルツ・ブルーダー
- マスターガンダム【風雲再起、ガンダムヘブンズソード】/ 東方不敗マスター・アジア
- ■ノーベルガンダム【マンダラガンダム】[7]/アレンビー・ビアズリー
- ■シャイニングガンダム【クーロンガンダム】[8]/ ドモン・カッシュ
- ■ライジングガンダム【ゴッドガンダム】[9]/ レイン・ミカムラ

新機動戦記ガンダムW
- ■ウイングガンダムゼロ[10]/ ヒイロ・ユイ
- ガンダムエピオン/ ミリアルド・ピースクラフト
- ▲ウイングガンダムゼロ（カトル搭乗）/ カトル・ラバーバ・ウィナー
- ■アルトロンガンダム[11] / 張五飛
- ■ガンダムサンドロック改【マグアナック（ラシード機）、マグアナック（アウダ機）】[12]/ カトル・ラバーバ・ウィナー
- ▲ガンダムデスサイズヘル【アルトロンガンダム】/ デュオ・マックスウェル
- ▲ガンダムヘビーアームズ改【ガンダムサンドロック改】/ トロワ・バートン
- ■トールギスII【ウイングガンダム】[13]/ トレーズ・クシュリナーダ

新機動戦記ガンダムW Endless Waltz
- ウイングガンダムゼロ（EW版）【トールギスIII】/ ヒイロ・ユイ
- ガンダムデスサイズヘル（EW版）【アルトロンガンダム（EW版）】/ デュオ・マックスウェル
- ガンダムヘビーアームズ改（EW版）【ガンダムサンドロック改（EW版）】/ トロワ・バートン
- トールギスIII【トーラス（ノイン機）】/ ゼクス・マーキス

機動新世紀ガンダムX
- ガンダムダブルエックス【ガンダムエアマスターバースト、ガンダムレオパルドデストロイ、Gファルコン、Gビット】/ ガロード・ラン＆ティファ・アディール
- ガンダムXディバイダー【Gビット】/ ジャミル・ニート
- ガンダムヴァサーゴ・チェストブレイク【ガンダムアシュタロン・ハーミットクラブ】/ シャギア・フロスト
- ▲ガンダムX【Gビット】/ ガロード・ラン＆ティファ・アディール

∀ガンダム
- ∀ガンダム【カプル】/ ロラン・セアック
- カプル＆コレンカプル【カプル】/ ソシエ・ハイム＆コレン・ナンダー
- ゴールドスモー【シルバースモー】/ ハリー・オード
- ターンX/ ギム・ギンガナム
- ▲シルバースモー【シルバースモー】/ ポゥ・エイジ

機動戦士ガンダムSEED
- ストライクガンダム【メビウス・ゼロ】/ キラ・ヤマト
- パーフェクトストライクガンダム/ ムウ・ラ・フラガ
- フリーダムガンダム【ジャスティスガンダム、ミーティア】/ キラ・ヤマト
- フォビドゥンガンダム【レイダーガンダム、カラミティガンダム】/ シャニ・アンドラス
- デュエルガンダムアサルトシュラウド【バスターガンダム】/ イザーク・ジュール
- ラゴゥ【バクゥ】/ アンドリュー・バルトフェルド
- プロヴィデンスガンダム/ ラウ・ル・クルーゼ
- ■ブリッツガンダム【イージスガンダム】[14]/ ニコル・アマルフィ

機動戦士ガンダムSEED ASTRAY
- ガンダムアストレイレッドフレーム / ロウ・ギュール
- ガンダムアストレイブルーフレームセカンドL【ガンダムアストレイレッドフレーム】/ 叢雲劾
- ガンダムアストレイゴールドフレーム天/ ロンド・ギナ・サハク

機動戦士ガンダムSEED X ASTRAY（vs.シリーズ初登場）
- ハイペリオンガンダム/ カナード・パルス
- ■ドレッドノートガンダム（Xアストレイ）【ガンダムアストレイレッドフレーム】[15]/ プレア・レヴェリー

機動戦士ガンダムSEED DESTINY ASTRAY
- ▲ガンダムアストレイゴールドフレーム天ミナ/ ロンド・ミナ・サハク[注 5]

機動戦士ガンダムSEED DESTINY ASTRAY R（vs.シリーズ初登場）
- ■ガンダムアストレイレッドフレーム（レッドドラゴン）[9]/ ロウ・ギュール

機動戦士ガンダムSEED VS ASTRAY（vs.シリーズ初登場）
- ガンダムアストレイレッドフレーム改/ ロウ・ギュール

機動戦士ガンダムSEED DESTINY
- ストライクフリーダムガンダム【ミーティア】/ キラ・ヤマト
- インフィニットジャスティスガンダム【スラッシュザクファントム（イザーク機）、ミーティア】/ アスラン・ザラ
- デスティニーガンダム/ シン・アスカ
- インパルスガンダム/ シン・アスカ
- レジェンドガンダム【インパルスガンダム（ルナマリア搭乗）、デスティニーガンダム】/ レイ・ザ・バレル
- ガナーザクウォーリア（ルナマリア機）【ブレイズザクファントム（レイ機）、インパルスガンダム】/ ルナマリア・ホーク
- ガイアガンダム【カオスガンダム、アビスガンダム】/ ステラ・ルーシェ
- ▲インフィニットジャスティスガンダム（ラクス搭乗）【ストライクフリーダムガンダム】/ ラクス・クライン
- ▲インパルスガンダム（ルナマリア搭乗）【デスティニーガンダム】/ ルナマリア・ホーク
- ■ストライクルージュ（オオトリ装備）【ムラサメ】[16] / カガリ・ユラ・アスハ
- ▲ガイアガンダム（バルトフェルド搭乗）/ アンドリュー・バルトフェルド
- ■グフイグナイテッド（ハイネ機）【セイバーガンダム】[17]/ ハイネ・ヴェステンフルス
- ●デスティニーガンダム（ハイネ機）[18]/ ハイネ・ヴェステンフルス

機動戦士ガンダムSEED C.E.73 STARGAZER
- スターゲイザー【シビリアンアストレイDSSDカスタム】/ ソル・リューネ・ランジュ＆セレーネ・マクグリフ
- ストライクノワール【ヴェルデバスター】/ スウェン・カル・バヤン

機動戦士ガンダム00（ファーストシーズン）
- ガンダムエクシア【 GNアームズ TYPE-E】/ 刹那・F・セイエイ
- ガンダムデュナメス/ ロックオン・ストラトス（ニール・ディランディ）
- ガンダムスローネドライ【ガンダムスローネアイン 、ガンダムスローネツヴァイ】/ ネーナ・トリニティ

機動戦士ガンダム00（セカンドシーズン）
- ダブルオーガンダム【オーライザー、|アリオスガンダム、セラヴィーガンダム】/ 刹那・F・セイエイ
- ケルディムガンダムGNHW/R【セラヴィーガンダム】/ ロックオン・ストラトス（ライル・ディランディ）
- スサノオ/ ミスター・ブシドー（グラハム・エーカー）
- アルケーガンダム/ アリー・アル・サーシェス
- リボーンズガンダム【ガガ】/ リボンズ・アルマーク
- アリオスガンダム[19]【GNアーチャー】/ アレルヤ・ハプティズム
- ジンクスIII/ パトリック・コーラサワー

機動戦士ガンダム00V
- アヴァランチエクシア/ 刹那・F・セイエイ

機動戦士ガンダム00V戦記（vs.シリーズ初登場）
- ■ダブルオーガンダム セブンソード/G【ガンダムデュナメスリペア】[9]/ 刹那・F・セイエイ
- ■ダブルオークアンタ フルセイバー[20]/ 刹那・F・セイエイ

劇場版 機動戦士ガンダム00 -A wakening of the Trailblazer-
- ダブルオークアンタ【ガンダムサバーニャ最終決戦仕様、ガンダムハルート最終決戦仕様】/ 刹那・F・セイエイ
- ラファエルガンダム【セラヴィーガンダムII】/ ティエリア・アーデ
- ブレイヴ指揮官用試験機【ブレイヴ一般用試験機、ELSジンクスIV】/ グラハム・エーカー
- ■ガンダムサバーニャ最終決戦仕様[21]/ ロックオン・ストラトス（ライル・ディランディ）
- ■ガンダムハルート最終決戦仕様【ダブルオークアンタ】[22]/ アレルヤ・ハプティズム＆ソーマ・ピーリス

機動戦士ガンダムAGE（vs.シリーズ初登場）
- ガンダムAGE-1【Gエグゼス、デスペラード】/ フリット・アスノ
- ガンダムAGE-2【Gバウンサー】/ アセム・アスノ
- ■ゼイドラ【クロノス】[23]/ ゼハート・ガレット
- ■ガンダムAGE-3【クランシェ】[24]/ キオ・アスノ
- ■ガンダムレギルス【フォーンファルシア】[25]/ ゼハート・ガレット

プラモ狂四郎（vs.シリーズ初登場）
- ■パーフェクトガンダム[26]/ 京田 四郎

ガンダムEXA
- エクストリームガンダム type-レオス ゼノン・フェース/ レオス・アロイ
- エクストリームガンダム type-レオス エクリプス・フェース/ レオス・アロイ
- エクストリームガンダム type-レオス アイオス・フェース/ レオス・アロイ

ガンダムEXA VS（vs.シリーズ初登場）
- エクストリームガンダム type-レオスII Vs./ レオス・アロイ

### コストごとの機体一覧
○印は稼動当初から使用できるマキシブーストの追加機体、●印はアップデート等によって使用可能となる追加機体、△は前作よりコストが上方修正された機体、▽は前作よりコストが下方修正された機体、★はガンダムVS.モバイル有料会員に登録した者のみが使用可能のエクストラ機体。
プレイヤーが使用不可の機体のコストは250、戦艦は4500で統一されている。
| 原作           | コスト1500                                                                          | コスト2000 | コスト2500 | コスト3000                                                                         |
| -------------- | ----------------------------------------------------------------------------------- | --- | --- | ---------------------------------------------------------------------------------- |
| 『1st』        | アッガイ ★ザクII                                                                    | ガンダム シャア専用ゲルググ ギャン ○ガンダム（Gメカ） ○シャア専用ザクII ●パーフェクトガンダム                                                                                           | △ジオング |                                                                                    |
| 『MSV』        |                                                                                     | ★高機動型ザクII後期型 ★高機動型ザクII改 | |                                                                                    |
| 『IGLOO』      | ヅダ ヒルドルブ                                                                     | | |                                                                                    |
| 『08MS』       | ガンダムEz8 グフ・カスタム ★陸戦型ガンダム                                          | | |                                                                                    |
| 『BD』         | イフリート改                                                                        | ブルーディスティニー1号機 | |                                                                                    |
| 『0080』       | アレックス ザクII改                                                                 | | |                                                                                    |
| 『0083』       |                                                                                     | ガンダム試作1号機 ガーベラ・テトラ ★ゲルググ（ガトー機） | ガンダム試作2号機 ガンダム試作3号機 |                                                                                    |
| 『Ζ』          | ★ガンダムMk-II（カミーユ搭乗）                                                      | ガンダムMk-II メッサーラ ハンブラビ ●マラサイ＆ガブスレイ | Ζガンダム △百式 ジ・O |                                                                                    |
| 『センチネル』 |                                                                                     | | | Ex-Sガンダム                                                                       |
| 『ΖΖ』         | キュベレイMk-II（プルツー機） ザクIII改 ★ガンダムMk-II（エル搭乗） ★ザク頭Ζガンダム | ○キュベレイMk-II（プル機） ★Ζガンダム（ルー搭乗） ★アッガイ（ハマーン搭乗） | ○ΖΖガンダム キュベレイ | △フルアーマーΖΖガンダム                                                            |
| 『CCA』        | ●リ・ガズィ                                                                         | | | νガンダム サザビー                                                                 |
| 『CCA BC』     |                                                                                     | | | Hi-νガンダム ●ナイチンゲール                                                       |
| 『UC』         |                                                                                     | クシャトリヤ デルタプラス ローゼン・ズール | バンシィ | ユニコーンガンダム △シナンジュ ●フルアーマー・ユニコーンガンダム ●バンシィ・ノルン |
| 『ハサウェイ』 |                                                                                     | | | Ξガンダム ○ペーネロペー                                                            |
| 『F91』        | ベルガ・ギロス                                                                      | ガンダムF91 | |                                                                                    |
| 『XB』         |                                                                                     | クロスボーン・ガンダムX2改 | クロスボーン・ガンダムX1改 クロスボーン・ガンダムX3 | クロスボーン・ガンダムX1フルクロス                                                 |
| 『V』          | ヴィクトリーガンダム ガンイージ ★Vガンダムヘキサ                                    | ●ゲドラフ | ゴトラタン | V2ガンダム                                                                         |
| 『G』          | ●ライジングガンダム                                                                 | ドラゴンガンダム ●ノーベルガンダム | △ガンダムシュピーゲル ●シャイニングガンダム | △ゴッドガンダム マスターガンダム                                                   |
| 『W』          |                                                                                     | ●ガンダムサンドロック改 ★ガンダムデスサイズヘル ★ガンダムヘビーアームズ改 | ★ウイングガンダムゼロ（カトル搭乗） ●アルトロンガンダム ●トールギスII                                                                                             | ウイングガンダムゼロ ガンダムエピオン                                              |
| 『W EW』       |                                                                                     | | △ガンダムヘビーアームズ改（EW版） ガンダムデスサイズヘル（EW版） トールギスIII                                                                                    | ウイングガンダムゼロ（EW版）                                                       |
| 『X』          |                                                                                     | | ガンダムXディバイダー ガンダムヴァサーゴ・チェストブレイク ★ガンダムX                                                                                             | ガンダムDX                                                                         |
| 『∀』          |                                                                                     | カプル＆コレンカプル ★シルバースモー | △ゴールドスモー | ∀ガンダム ターンX                                                                  |
| 『SEED』       | ラゴゥ デュエルガンダムアサルトシュラウド                                           | ストライクガンダム フォビドゥンガンダム ●ブリッツガンダム | フリーダムガンダム ○パーフェクトストライクガンダム △プロヴィデンスガンダム                                                                                        |                                                                                    |
| 『ASTRAY』     |                                                                                     | ガンダムアストレイレッドフレーム ガンダムアストレイブルーフレームセカンドL ガンダムアストレイゴールドフレーム天 ●ドレッドノートガンダム（Xアストレイ）                                  | ○ガンダムアストレイレッドフレーム改 ○ハイペリオンガンダム ★ガンダムアストレイゴールドフレーム天ミナ ●ガンダムアストレイレッドフレーム（レッドドラゴン）           |                                                                                    |
| 『DESTINY』    | ★インフィニットジャスティスガンダム（ラクス搭乗）                                   | ガナーザクウォーリア（ルナマリア機） ガイアガンダム ★インパルスガンダム（ルナマリア搭乗） ●ストライクルージュ（オオトリ装備） ★ガイアガンダム（バルトフェルド搭乗） ●グフイグナイテッド | インパルスガンダム インフィニットジャスティスガンダム ○レジェンドガンダム ★デスティニーガンダム（ハイネ機）                                                       | デスティニーガンダム ストライクフリーダムガンダム                                  |
| 『STARGAZER』  |                                                                                     | スターゲイザー | ストライクノワール |                                                                                    |
| 『00』         | ★ジンクスIII                                                                        | ガンダムエクシア ガンダムデュナメス ガンダムスローネドライ | ケルディムガンダムGNHW/R △アリオスガンダム アルケーガンダム スサノオ                                                                                              | ダブルオーガンダム リボーンズガンダム                                              |
| 『00V』        |                                                                                     | | ○ガンダムアヴァランチエクシア | ●ダブルオーガンダム セブンソード/G ●ダブルオークアンタ フルセイバー                |
| 『劇場版00』   |                                                                                     | | ラファエルガンダム ○ブレイヴ指揮官用試験機 | ダブルオークアンタ ●ガンダムサバーニャ最終決戦仕様 ●ガンダムハルート最終決戦仕様   |
| 『AGE』        |                                                                                     | ○ガンダムAGE-1 | ○ガンダムAGE-2 ●ゼイドラ ●ガンダムAGE-3 | ●ガンダムレギルス                                                                  |
| 『EXA』        |                                                                                     | | エクストリームガンダム type-レオス エクリプス・フェース エクストリームガンダム type-レオス ゼノン・フェース エクストリームガンダム type-レオス アイオス・フェース | ○エクストリームガンダム type-レオスII Vs.                                          |

### ボス・最終ボス
『機動戦士ガンダム』より
- ザクレロ/ デミトリー
- ジオング（完成機）/ シャア・アズナブル
- ビグ・ザム/ ドズル・ザビ

『機動戦士ガンダム 第08MS小隊』より
- アプサラスII/ アイナ・サハリン

『機動戦士ガンダム0083 STARDUST MEMORY』より
- ガンダム試作3号機デンドロビウム/ コウ・ウラキ

『NEXT PLUS』以来の参戦。EXバースト発動時には、右側のコンテナが欠損した状態になる。また、Iフィールドジェネレーターを装備しており、破壊するまでビーム属性の射撃攻撃が通用しない。
『機動戦士Ζガンダム』より
- サイコガンダムMk-II/ ロザミア・バダム

『機動戦士ガンダムΖΖ』より
- サイコガンダムMk-II/ プルツー
- クィン・マンサ/ プルツー

『機動戦士ガンダムUC』より
- シャンブロ【ザクI・スナイパータイプ&ファット・アンクル改、ジュアッグ、ドム・トローペン】/ ロニ・ガーベイ

『機動戦士ガンダムF91』より
- ラフレシア/ カロッゾ・ロナ

『機動戦士クロスボーン・ガンダム』より
- ディビニダド/ クラックス・ドゥガチ

『機動戦士ガンダムSEED DESTINY』より
- デストロイガンダム/ ステラ・ルーシェ
- インフィニットジャスティスガンダム（ミーティア装備）/ アスラン・ザラ

『NEXT』のストライクフリーダム同様、耐久値が2/3以下になるとミーティアを装備し、1/3になるとミーティアをパージして常時EXバースト発動状態になる。
- ストライクフリーダムガンダム（ミーティア装備）/ キラ・ヤマト

『NEXT』以来の参戦。『NEXT』と同様、耐久値が2/3以下になるとミーティアを装備し、1/3になるとミーティアをパージして常時EXバースト発動状態になる。
『機動戦士ガンダム00』より
- GNアーマーTYPE-D/ ロックオン・ストラトス（ニール・ディランディ）
- レグナント/ ルイス・ハレヴィ

『機動戦士ガンダムAGE』より
- ヴェイガンギア・シド/ ゼラ・ギンス

EXバーストを発動すると、シドの能力で耐久値を半分回復する。
『機動戦士ガンダム エクストリームバーサス』より
- エクストリームガンダム/ ex-(DC)（イクス・デッドコピー）[注 9]

一定条件を満たして最終ボスのエクストリームガンダムRを撃破すると、隠し最終ボスとして登場する。

### 本作オリジナル機体

#### エクストリームガンダム type-レオスII Vs.
『ガンダムVS.シリーズ』連動漫画作品『ガンダムEXA』の続編『ガンダムEXA VS』より、主人公機「エクストリームガンダム（type-レオスII）Vs.」が連動企画として参戦。
機体解説
セシア・アウェアが『ガンダムEXA VS』の主人公であるレオス・アロイ専用に用意した新たなエクストリームガンダム。名称の「Vs.」の読みは「ヴァリアント・サーフェイス」。「ヴァリアント（valiant）」は「勇敢な、英雄的な」、「サーフェイス（surface）」は「表面、外見」といった意味。
EXバースト発動時には能力上昇と共に、名称が「エクストリームガンダム（type-レオスII）Vs-EX.」に変化する。
「ジュピターX(テン)」でのex-(イクス)との最終決戦から数年後、幾多の戦いの末に辿り着いたエクストリームガンダムの極限進化の完成形とでも言える機体で、EXA・フェースの全機能を引き継ぎながらも、過剰なフィードバックを抑えることに成功している。規格外の射撃武装である高純化兵装「エクリプス」、一定時間機体性能を限界まで引き出す爆熱機構「ゼノン」、オールレンジ攻撃を繰り出す全感応ファンネル「アイオス」といった、以前のエクストリームガンダム（type-レオス）の3つの進化形態の名を冠する3つの兵装を持つ、あらゆる戦局に対応可能な万能機体。
他にも銃身に「プロテクト・ビット」を4基備える主武装「ヴァリアント・ライフル」や、実体剣としての用途の他に、ヴァリアント・ライフルと合体することで威力を強化した「ディバインブラスター」を発射できる「ブレード・ビット」を2振り装備している。
武装
ヴァリアント・ライフル
本機の主兵装の1つ。ダブルオークアンタの「GNソードV」のデータを元に開発された武装。銃身に防御兵装「プロテクト・ビット」が4機装備されており、展開することで防御フィールドを展開できる。またブレード・ビットと組み合わせることでより強力で精密射撃が可能な「ディバインブラスター」としての運用も可能。また、全感応ファンネル「アイオス」との組み合わせでソードモード（大剣モード）としても機能する。
ビームサーベル
以前の機体と同じもの。二刀流やブレード・ビットと併用して使用される。
ブレード・ビット
両翼に1基ずつ、計2基装備される剣型のビット。ビットとしてオールレンジ攻撃だけでなく手持ちの剣としても使用でき、2基を連結させて敵に投擲することも可能。さらにシャイニングブレイカーユニットとの併用で高出力かつ高威力のビーム刃も展開できる。
シャイニングブレイカーユニット
ゼノン・フェースのシャイニングバンカーユニットの発展型。前腕部に装備されている武装。基本的には下記の爆熱機構「ゼノン」のブーストモード発動時に使用。「ブーストゼノン」とも呼ばれ、小型化しているが威力はシャイニングバンカーと同等もしくはそれ以上。攻撃だけではなく敵の射撃を無効化させることも可能。
高純化兵装「エクリプス」
エクリプス・フェースのカルネージ・ストライカーを小型化したもの。「ブーストエクリプス」とも呼ばれている。2門装備されており、小型化されているものの最大出力は同等もしくはそれ以上の威力を有する。
全感応ファンネル「アイオス」
アイオス・フェースに搭載されていたアリスファンネルの発展型。ダブルオークアンタの「GNソードビット」やストライクフリーダムガンダムの「スーパードラグーン 機動兵器ウイング」等のデータを元に開発された。「ブーストアイオス」とも呼ばれ、ウイングに装備されている6機とヴァリアント・ライフルに装備されているプロテクト・ビットの4機の計10機。オールレンジ攻撃用端末としての運用以外に、ヴァリアント・ライフルの機能拡張やプロテクト・ビットによるバリアなど多くの機能を持つ。極限進化時には共振現象による発光現象が起こる。
爆熱機構「ゼノン」
本機に搭載されている特殊機構。普段はリミッターで制限されているが、極限進化状態になるとリミッターが解除され機体性能が著しく上昇する。リミッター解除時は手首に当たる装甲が展開し、マニピュレーターが発光する。

#### エクストリームガンダムR
前作『EXVS.FB』までの、ex-(イクス)のエクストリームガンダムに代わって、新たに最終ボスを務める。
機体解説
ジュピターXに潜入し、ex-に接触したマーズIのセシア・アウェア・プリモがエクストリームガンダムのデータを入手して、アル・アダの指示のもとマーズIで制作した機体。
オリジナルと違い、こちらは最初から強化兵装を装着した状態で登場するほか、ワンオフモデルのオリジナルであるtype-イクスや、レオスが駆るtype-レオスなどと異なり、こちらは少数生産機となっている。
特殊補助兵装
リフェイザー・タキオン
稼働当初から登場している、オリジナルのタキオン・フェイズの発展型となる格闘進化形態改。
カラーリングはオリジナルと異なり青を基調としており、肩部分に新たなパーツが追加され、両腰の脇に二振りの実体剣を追加装備している。
また、肩部分のパーツからはビームサーベルを展開でき、それを使って高い機動力を生かしたタックルを仕掛けてくる。
稼働初期、ブリーフィング画面ではフェイスマスク部分が開いているのに、戦闘時はフェイスマスク部分が開いていない状態だったが、VS.コンクエストにレイドボスとして登場して以降、戦闘中でもフェイスマスク部分が開いた状態に訂正された。
リフェイザー・カルネージ
2014年6月24日のアップデートで追加されたオリジナルのカルネージ・フェイズの発展型となる射撃進化形態改。
カラーリングはオリジナルと異なりモスグリーンを基調としており、殆どの攻撃をカルネージ・ストライカーに集約していたオリジナルとは異なり、肩部分にミサイルランチャー、両腰の脇にビーム・キャノン、両腕には近接戦に対応するために高弾速ビーム・ガンとしても使用可能なクローが追加されている。
リフェイザー・イグニス
2014年10月28日のアップデートで追加されたオリジナルのイグニス・フェイズの発展型となる遠隔操作兵器によるオールレンジ攻撃進化形態改。
カラーリングはオリジナルに比べてより鮮やかなピンク色になっており、肩や後腰部にビームランチャーとして機能するドラグーン・システムと高出力のレーザービームを放つインコムを追加装備している。なお、追加装備以外のファンネルの名前は「アイリスファンネル」であることが『ガンダムEXA VS』にて判明した。
リフェイザー・ミスティック
2015年2月24日のアップデートで追加されたオリジナルのミスティック・フェイズの発展型となる機動神話形態改。
カラーリングはオリジナルと異なり黒を基調としており、背中に極大の照射ビームを発射可能な大きな機翼が追加。ランスの代わりに魔導師の杖のような形状のマルチプル・ウエポンを、弓の代わりにローゼン・ズールのシールドと似た形状の射撃武装内蔵型のシールドを装備している。なお、オリジナルが装備していた絶望蝶やイクス・ファンネルは使用してこない。

#### エクストリームガンダム ディストピア・フェイズ
機体解説
セシア・アウェア・プリモがアル・アダの搭乗機であるスプレマシー・ギア、ならびにその強化ユニットであるスプレマシー・アーマーに対抗させるために作り上げた極限殲滅形態。
ミスティック・フェイズの後継機に相当する機体であるが、今までのエクストリームガンダム系列とは異なり、その形状はアッザムやザムザザーといった大型MAを彷彿とさせ、大火力を誇る。
カラーリングは紫を基調としており、ガンダムタイプの頭部を模した中央ブロックに花弁状に装着された6つの脚部ユニットを有している。飛行しながら攻撃をしかける「飛行モード」と、高度を下げ脚部ユニットのバリアで身を守りつつ攻撃をしかける「砲台モード」を使い分け、周囲の全てを無に帰すかのような広範囲への空間飽和攻撃を撒き散らす。
パイロットはセシア・アウェアとイクス・トリム。セシアのMSの操縦技術は素人であるため、前作『FULL BOOST』やその連動漫画『EXA』でレオスと最終決戦を繰り広げ消滅したex-（イクス）のデータを再構成させたGダイバーであるイクス・トリムがサポートする複座式となっている。
元々はex-によって設計され、ミスティック・フェイズでレオスに勝利した後に使用する予定で、すべてのGAデータのガンダム世界を効率よく殲滅するために開発された機体である。設計上は今までのフェイズと同じくエクストリームガンダムをコア・ユニットとする予定とされていたが、エクストリームガンダムの力を以ってしても制御ができないという問題点があった。そのため、内部にエクストリームガンダムすらをも超える絶大な力を持った未知の新たなエクストリームガンダムがコア・ユニットとして内包されているとされていた。
後にセシアとトリムが搭乗していたコア・ユニットは、トリムが新たに開発した「エクストリームガンダムMk-II AXE（アグゼ）」である事が判明した。続編『マキシブースト ON』では、その機体を本性を現したイクス・トリムが操縦し最終ボスを務める。
武装
スフィアビット
脚部ユニットの砲塔から広範囲へ曲射ビームをばら撒く。
大型ビーム砲
口腔部から巨大な照射ビームを発射する。
ディバインブレイザー
脚部ユニットから細いビームを射出してステージを薙ぎ払った後をダメージのある光の柱が発生する。
底部旋回砲塔
機体底部に装備された旋回砲塔から広範囲へ巨大なビームをばら撒く。

## 音楽

### テーマ曲
Rave-up Tonight（Fear, and Loathing in Las Vegas）

### 戦闘中BGM
今作も前作、前前作と同様にボーカル曲以外のBGMは一部を除き、バンダイナムコエンターテインメントの音楽スタッフによるアレンジ版になっている。
| タイトル                                                  | 楽曲名                                             | 唄                             | 備考 |
| --------------------------------------------------------- | -------------------------------------------------- | ------------------------------ | --- |
| 機動戦士ガンダム                                          | 哀 戦士                                            | 井上大輔                       | 劇場版 機動戦士ガンダムII 哀・戦士編主題歌。                                                                                     |
| 機動戦士ガンダム                                          | シャアが来る                                       | 堀光一路                       | 第40話に流れた挿入歌 |
| 機動戦士ガンダム                                          | 颯爽たるシャア                                     | 劇中楽曲（渡辺岳夫、松山祐士） | 『連邦vs.ジオン』シリーズからの復活。                                                                                            |
| 機動戦士ガンダム                                          | 戦いへの恐怖                                       | 劇中楽曲（渡辺岳夫、松山祐士） | 『連邦vs.ジオン』シリーズからの復活。                                                                                            |
| 機動戦士ガンダム                                          | 戦闘空域(G-3)                                      | 劇中楽曲（渡辺岳夫、松山祐士） | 『連邦vs.ジオン』シリーズからの復活。                                                                                            |
| 機動戦士ガンダム                                          | 赤い彗星                                           | 劇中楽曲（渡辺岳夫、松山祐士） | 「長い眠り」の劇場版仕様 |
| 機動戦士ガンダム MS IGLOO                                 | 機動戦                                             | 劇中楽曲（大橋恵）             | 劇中ではヅダ発進シーンに流れた                                                                                                   |
| 機動戦士ガンダム外伝 THE BLUE DESTINY                     | 戦慄のブルー                                       | ゲームBGM（山田耕治）          | セガサターン版機動戦士ガンダム外伝IIより。原曲は「THUNDER CLAP」。                                                               |
| 機動戦士ガンダム外伝 THE BLUE DESTINY                     | THE FRONT                                          | ゲームBGM（山田耕治）          | セガサターン版機動戦士ガンダム外伝IIより。                                                                                       |
| 機動戦士ガンダム 第08MS小隊                               | 嵐の中で輝いて                                     | 米倉千尋                       | 『Gvs.G』シリーズから続投 |
| 機動戦士ガンダム 第08MS小隊                               | Ⅶ                                                  | 劇中楽曲（田中公平）           | ノリス・パッカードのテーマ |
| 機動戦士ガンダム0080                                      | いつか空に届いて                                   | 椎名恵                         | 『Gvs.G』シリーズから続投 |
| 機動戦士ガンダム0083                                      | BACK TO PARADISE                                   | 松原みき                       | 挿入歌 前期オープニング曲の英語版                                                                                                |
| 機動戦士ガンダム0083                                      | ASSAULT WAVES                                      | 劇中楽曲（萩田光男）           | |
| 機動戦士Ζガンダム                                         | モビルスーツ戦                                     | 劇中楽曲（三枝成章）           | 終楽章「激戦の果て」前半部分。『Gvs.GNEXT』『PLUS』から続投だがアレンジされている。                                              |
| 機動戦士Ζガンダム                                         | 艦隊戦                                             | 劇中楽曲（三枝成章）           | 『エゥーゴvs.ティターンズ』シリーズからの復活。                                                                                  |
| 機動戦士Ζガンダム                                         | a point of contact                                 | 劇中楽曲（三枝成章）           | 劇場版オリジナルBGM |
| 機動戦士Ζガンダム                                         | 閃光の中のMS                                       | 劇中楽曲（三枝成章）           | 劇場版オリジナルBGM。音源は「EXVSFB」プレミアムサウンドエディションのものと別物でアレンジ版                                      |
| ガンダム・センチネル                                      | Superior Attack                                    | ゲームBGM（おおくまけんいち）  | 『SDガンダム GGENERATION』シリーズのアレンジ版。                                                                                 |
| ガンダム・センチネル                                      | New Desides                                        | ゲームBGM（おおくまけんいち）  | ニューディサイズ戦闘BGM |
| 機動戦士ガンダムΖΖ                                        | アニメじゃない 〜夢を忘れた古い地球人よ〜          | 新井正人                       | 前期オープニングテーマ。『Gvs.GNEXT』から復活。                                                                                  |
| 機動戦士ガンダムΖΖ                                        | サイレント・ヴォイス                               | ひろえ純                       | 後期オープニングテーマ。『EXVS』から復活。                                                                                       |
| 機動戦士ガンダムΖΖ                                        | 宇宙のジュドー                                     | 劇中楽曲（三枝成章）           | 音源は「EXVSFB」プレミアムサウンドエディションのものと別物でアレンジ版                                                           |
| 機動戦士ガンダム 逆襲のシャア                             | BEYOND THE TIME (メビウスの宇宙を越えて)           | TM NETWORK                     | 主題歌 |
| 機動戦士ガンダム 逆襲のシャア                             | SALLY <出撃>                                       | 劇中楽曲（三枝成章）           | |
| 機動戦士ガンダム 逆襲のシャア                             | SWAN <白鳥>                                        | 劇中楽曲（三枝成章）           | |
| 機動戦士ガンダム 閃光のハサウェイ                         | その名はマフティー・ナビーユ・エリン               | ゲームBGM（おおくまけんいち）  | 『SDガンダム GGENERATION』シリーズのアレンジ版。                                                                                 |
| 機動戦士ガンダム 閃光のハサウェイ                         | レーン・エイムのテーマ                             | ゲームBGM（おおくまけんいち）  | 『SDガンダム GGENERATION』シリーズのアレンジ版。                                                                                 |
| 機動戦士ガンダム 閃光のハサウェイ                         | 強襲                                               | ゲームBGM（おおくまけんいち）  | 『SDガンダム GGENERATION』シリーズのアレンジ版。                                                                                 |
| 機動戦士ガンダムUC                                        | RE:I AM                                            | Aimer                          | Episode6「宇宙(そら)と地球(ほし)と」主題歌                                                                                       |
| 機動戦士ガンダムUC                                        | RX-0                                               | 劇中楽曲（澤野弘之）           | |
| 機動戦士ガンダムUC                                        | LAPLACE                                            | 劇中楽曲（澤野弘之）           | |
| 機動戦士ガンダムF91                                       | ETERNAL WIND〜ほほえみは光る風の中〜               | 森口博子                       | 主題歌。「EXVS」から復活 |
| 機動戦士クロスボーン・ガンダム                            | 宇宙海賊クロスボーン・バンガード 戦闘テーマ        | ゲームBGM（おおくまけんいち）  | 『EXVS』から続投。 |
| 機動戦士クロスボーン・ガンダム                            | スカルハート見参（トビア・アロナクス戦闘テーマ）   | ゲームBGM（おおくまけんいち）  | 『EXVS』から続投。 |
| 機動戦士クロスボーン・ガンダム                            | 帝国からの襲撃（木星帝国軍戦闘テーマ）             | ゲームBGM（おおくまけんいち）  | 悪の木星帝国(ジュピター・エンパイア)のテーマ。                                                                                   |
| 機動戦士クロスボーン・ガンダム                            | 鋼鉄の7人                                          | ゲームBGM（おおくまけんいち）  | |
| 機動戦士Vガンダム                                         | Don't Stop! Carry On!                              | RD                             | 後期オープニングテーマ |
| 機動戦士Vガンダム                                         | STAND UP TO THE VICTORY 〜トゥ・ザ・ヴィクトリー〜 | 川添智久                       | 前期オープニングテーマ |
| 機動戦士Vガンダム                                         | 夏に春の祭典を!                                    | 劇中楽曲（千住明）             | |
| 機動戦士Vガンダム                                         | 戦闘行為                                           | 劇中楽曲（千住明）             | |
| 機動武闘伝Gガンダム                                       | FLYING IN THE SKY                                  | 鵜島仁文                       | 前期オープニングテーマ |
| 機動武闘伝Gガンダム                                       | 我が心 明鏡止水 -されどこの掌は烈火の如く-         | 劇中楽曲（田中公平）           | 劇中ではゴッドフィンガーを使用する場面で使用された。                                                                             |
| 機動武闘伝Gガンダム                                       | 燃え上がれ闘志-忌まわしき宿命を越えて              | 劇中楽曲（田中公平）           | 劇中ではシャイニングフィンガーを使用する場面で使用された。                                                                       |
| 新機動戦記ガンダムW                                       | RHYTHM EMOTION                                     | TWO-MIX                        | 後期主題歌 |
| 新機動戦記ガンダムW                                       | 誰がために命を燃やす                               | 劇中楽曲（大谷幸）             | |
| 新機動戦記ガンダムW Endless Waltz                         | WHITE REFLECTION                                   | TWO-MIX                        | OVA版主題歌 |
| 機動新世紀ガンダムX                                       | Resolution                                         | ROMANTIC MODE                  | 後期オープニング曲 |
| 機動新世紀ガンダムX                                       | 駆け抜けるGX                                       | 劇中楽曲（樋口康雄）           | |
| ∀ガンダム                                                 | CENTURY COLOR                                      | RAY-GUNS                       | 後期オープニング曲 |
| ∀ガンダム                                                 | ターンAターン                                      | 西城秀樹                       | 前期オープニング曲 |
| ∀ガンダム                                                 | Final shore〜おお、再臨ありやと                    | 劇中楽曲（菅野よう子）         | |
| 機動戦士ガンダムSEED                                      | Believe                                            | 玉置成実                       | 第3期オープニング曲 |
| 機動戦士ガンダムSEED                                      | 悪の3兵器                                          | 劇中楽曲（佐橋俊彦）           | 劇中ではフォビドゥン、カラミティ、レイダーの戦闘で流れた。                                                                       |
| 機動戦士ガンダムSEED ASTRAY                               | Zips                                               | T.M.Revolution                 | 『ガンダムSEED MSV』テーマ曲。                                                                                                   |
| 機動戦士ガンダムSEED ASTRAY                               | ジャンク屋〜赤い一撃〜                             | ゲームBGM                      | ゲーム『GENERATION of C.E.』より。                                                                                               |
| 機動戦士ガンダムSEED ASTRAY                               | サーペントテール〜ミッション開始〜                 | ゲームBGM                      | ゲーム『GENERATION of C.E.』より。                                                                                               |
| 機動戦士ガンダムSEED ASTRAY                               | ロンド・ギナ・サハク〜選ばれし者〜                 | ゲームBGM                      | ゲーム『GENERATION of C.E.』より。                                                                                               |
| 機動戦士ガンダムSEED ASTRAY                               | 憎悪                                               | ゲームBGM                      | ゲーム『GENERATION of C.E.』より。                                                                                               |
| 機動戦士ガンダムSEED ASTRAY                               | 運命の子                                           | ゲームBGM                      | ゲーム『GENERATION of C.E.』より。                                                                                               |
| 機動戦士ガンダムSEED DESTINY                              | キラ、その心のままに                               | 劇中楽曲（佐橋俊彦）           | 劇中ではデスティニーとストライクフリーダムの戦闘で流れた。                                                                       |
| 機動戦士ガンダムSEED DESTINY                              | ミッション開始                                     | 劇中楽曲（佐橋俊彦）           | 『連合VS.ZAFT2』から復活。劇中ではミーアを巡る射撃戦で流れた                                                                     |
| 機動戦士ガンダムSEED DESTINY                              | 勇気の滑空                                         | 劇中楽曲（佐橋俊彦）           | 『連合VS.ZAFT2』から復活。本来は『SEED DESTINY』の楽曲だが、『SEED』の機体に流れ、モバイルサイトでは出典が『SEED』になっている。 |
| 機動戦士ガンダムSEED C.E.73 STARGAZER                     | STARGAZER 〜星の扉                                 | 根岸さとり                     | テーマソング。 |
| 機動戦士ガンダムSEED C.E.73 STARGAZER                     | M05                                                | 劇中楽曲（大橋恵）             | ボナパルト防衛戦で流れた |
| 機動戦士ガンダム00                                        | Ash Like Snow                                      | the brilliant green            | ファーストシーズン後期オープニング曲。『NEXT』から復活                                                                           |
| 機動戦士ガンダム00                                        | TRANS-AM RAISER                                    | 劇中楽曲（川井憲次）           | 劇中ではイノベイターとの最終決戦で流れた。                                                                                       |
| 機動戦士ガンダム00                                        | 0 RAISER                                           | 劇中楽曲（川井憲次）           | |
| 機動戦士ガンダム00                                        | DECISIVE BATTLE                                    | 劇中楽曲（川井憲次）           | 劇場版風にアレンジされている。                                                                                                   |
| 機動戦士ガンダム00                                        | 00 GUNDAM                                          | 劇中楽曲（川井憲次）           | 劇中ではダブルオーガンダム初起動シーンにて流れた                                                                                 |
| 劇場版 機動戦士ガンダム00 -A wakening of the Trailblazer- | FINAL MISSION〜QUANTAM BURST                       | 劇中楽曲（川井憲次）           | 前奏部分「TRANS-AM RAISER」のループ版                                                                                            |
| 機動戦士ガンダムAGE                                       | 君の中の英雄                                       | 栗林みな実                     | フリット編EDテーマ |
| 機動戦士ガンダムAGE                                       | ガンダムAGE-1〜100年の物語                         | 劇中楽曲（吉川慶）             | フリット編次回予告テーマ |
| 機動戦士ガンダムAGE                                       | ガンダムAGE-2〜運命の先へ                          | 劇中楽曲（吉川慶）             | アセム編次回予告テーマ。原曲仕様                                                                                                 |
| 機動戦士ガンダムAGE                                       | ガンダムAGE-3〜覚醒                                | 劇中楽曲（吉川慶）             | キオ編次回予告テーマ。原曲仕様                                                                                                   |
| ガンダムEXA                                               | Divine Act -The EXTREME-revised                    | バンダイナムコゲームス         | PS3版『EXVS』の楽曲。 |
| 機動戦士ガンダム エクストリームバーサス                   | Divine Act-The EXTREME-MAXI BOOST                  | バンダイナムコゲームス         | エクストリームガンダムR戦。 |
| 機動戦士ガンダム エクストリームバーサス                   | The End of Authority                               | バンダイナムコゲームス         | エクストリームガンダム(ex-)戦 |